# Variància

Exemple de mostres de dues poblacions amb la mateixa mitjana però diferent variància. La població blava té una variància més gran que la població vermella.

En teoria de probabilitat, la variància d'una variable aleatòria és una mesura de la dispersió d'una variable aleatòria {\displaystyle X} respecte de la seva mitjana {\displaystyle E[X]}. Es defineix com l'esperança de {\displaystyle \left(X-E[X]\right)^{2}}, això és
on suposem que {\displaystyle E[X^{2}]<\infty }.
Està relacionada amb la desviació típica, que se sol designar amb la lletra grega {\displaystyle \sigma } i que és l'arrel quadrada de la variància:
En estadística descriptiva la variància d'un conjunt de dades {\displaystyle x_{1},\dots ,x_{N}}es defineix per
{\displaystyle v={\frac {(x_{1}-{\overline {x}})^{2}+\cdots +(x_{N}-{\overline {x}})^{2}}{N}}={\frac {1}{N}}\sum _{i=1}^{N}(x_{i}-{\overline {x}})^{2},}on {\displaystyle {\overline {x}}} és la mitjana aritmètica de les dades: {\displaystyle {\overline {x}}={\frac {x_{1}+\cdots +x_{N}}{N}}={\frac {1}{N}}\sum _{i=1}^{N}x_{i}.}En inferència estadística s'utilitzen la variància poblacional i la variància mostral.

## Variància d'una variable aleatòria
La variància d'una variable aleatòria {\displaystyle X} es defineix per {\displaystyle V(X)=E\left[\left(X-E[X]\right)^{2}\right]=E[X^{2}]-{\big (}E[X]{\big )}^{2},}on {\displaystyle E[X]} és l'esperança o mitjana de {\displaystyle X}, on suposem que {\displaystyle E[X^{2}]<\infty }. La segona igualtat s'obté desenvolupant el quadrat i utilitzant que {\displaystyle E[X]} és una constant. Cal remarcar que si {\displaystyle E[X^{2}]<\infty }, aleshores {\displaystyle X} té esperança. Això es dedueix del fet que per a qualsevol nombre {\displaystyle x\in \mathbb {R} }, {\displaystyle \vert x\vert \leq (x^{2}+1)/2}, d'on,{\displaystyle \vert X\vert \leq {\frac {1}{2}}(X^{2}+1).}Llavors, traient esperances tenim {\displaystyle E[\vert X\vert ]\leq {\frac {1}{2}}(E[X^{2}]+1).}La desigualtat {\displaystyle \vert x\vert \leq (x^{2}+1)/2} es dedueix del fet que {\displaystyle (\vert x\vert +1)^{2}\geq 0.}

### Interpretació de la variància
Considerem tres variables aleatòries. La primera és la constant 0: {\displaystyle X_{1}=0} que com és evident no varia gens. La segona, {\displaystyle X_{2},} pren els valors 1 i -1 amb probabilitat 1/2; per exemple, correspon a un joc a cara o creu on si surt cara guanyem 1 euro i si surt creu perdem un euro. Finalment, {\displaystyle X_{3}} pren els valors 10 i -10 amb probabilitats 1/2; correspondria al mateix joc que abans però ara guanyaríem o perdríem 10 euros. Les tres variables tenen la mateixa esperança: {\displaystyle E[X_{1}]=0,}{\displaystyle E[X_{2}]={\frac {1}{2}}\times 1+{\frac {1}{2}}\times (-1)=0,}{\displaystyle E[X_{3}]={\frac {1}{2}}\times 10+{\frac {1}{2}}\times (-10)=0.}D'altra banda, {\displaystyle X_{1}^{2}=0}, i llavors {\displaystyle E[X_{1}^{2}]=0,} i llavors {\displaystyle V(X_{1})=0}.
Per a {\displaystyle X_{2}}, aplicant la fórmula del càlcul de l'esperança d'una funció d'una variable aleatòria tenim {\displaystyle E[X_{2}^{2}]={\frac {1}{2}}\times 1^{2}+{\frac {1}{2}}\times (-1)^{2}=1,}d'on {\displaystyle V(X_{2})=E[X_{2}^{2}]-{\big (}E[X_{2}]{\big )}^{2}=1.}Anàlogament, per a {\displaystyle X_{3}} tenim {\displaystyle E[X_{3}^{2}]=100} i {\displaystyle V(X_{3})=100}.
Així, les tres variables tenen igual mitjana, però la primera variable que és una constant té variància 0 (no varia gens respecte la seva mitjana), mentre que {\displaystyle X_{2}} pren valors més propers a la mitjana que {\displaystyle X_{3}}, i llavors la variància de {\displaystyle X_{2}} és més petita que la de {\displaystyle X_{3}}.

### Càlcul de la variància en els casos habituals

#### Variables aleatòries discretes
Sigui {\displaystyle X} una variable aleatòria discreta que pot prendre un nombre finit o infinit numerable de valors {\displaystyle x_{1},\,x_{2},\dots } amb probabilitats respectives {\displaystyle p_{1},\,p_{2},\dots } Aleshores {\displaystyle V(X)=\sum _{i}(x_{i}-\mu )^{2}p_{i}=\sum _{i}x_{i}^{2}\,p_{i}-\mu ^{2},}on {\displaystyle \mu =E[X]=\sum _{i}x_{i}p_{i},} i suposem que {\displaystyle \sum _{i}x_{i}^{2}\,p_{i}<\infty .}
Exemples
1. Si tenim un dau ordinari, que pren els valors {\displaystyle 1,2,\dots ,6} amb probabilitats{\displaystyle P(X=1)=\cdots =P(X=6)={\frac {1}{6}},}aleshores,{\displaystyle \mu =E(X)=1\cdot {\frac {1}{6}}+\cdots +6\cdot {\frac {1}{6}}={\frac {1}{6}}\sum _{i=1}^{6}i=3,5.}
Aplicant la fórmula del càlcul de l'esperança d'una funció d'una variable aleatòria, 
{\displaystyle E(X^{2})=1^{2}\,{\frac {1}{6}}+\cdots +6^{2}\,{\frac {1}{6}}={\frac {91}{6}}.}Ara podem calcular la variància de {\displaystyle X}: {\displaystyle V(X)=E(X^{2})-{\big (}E(X){\big )}^{2}={\frac {91}{6}}-3.5^{2}={\frac {35}{12}}=2,91{\widehat {6}}.}
2. Sigui {\displaystyle X} una variable binomial de paràmetres {\displaystyle n} i {\displaystyle p}, és a dir, que pot prendre els valors {\displaystyle 0,1,...,n}, amb probabilitats: {\displaystyle P(X=k)={\binom {n}{k}}p^{k}(1-p)^{n-k},\ k=0,\dots ,n,}aleshores {\displaystyle E(X)=\sum _{k=0}^{n}k\,{\binom {n}{k}}p^{k}(1-p)^{n-k}=np\,\sum _{k=1}^{n}{\binom {n-1}{k-1}}p^{k-1}(1-p)^{n-k}=_{(*)}np\,\sum _{j=0}^{n-1}{\binom {n-1}{j}}p^{j}(1-p)^{n-1-j}=_{(**)}np,}on a la igualtat (*) hem fet el canvi {\displaystyle k-1=j}, i a la igualtat (**) que {\displaystyle \sum _{j=0}^{n-1}{\binom {n-1}{j}}p^{j}(1-p)^{n-1-j}=\sum _{j=0}^{n-1}P(Y=j)=1,}on {\displaystyle Y}és una variable binomial de paràmetres {\displaystyle n-1\quad {\text{i}}\quad p}.
D'altra banda, per calcular {\displaystyle E[X^{2}]} calcularem primer {\displaystyle E[X(X-1)]}. Utilitzant de nou la fórmula per a calcular l'esperança d'una funció d'una variable aleatòria (en aquest cas, la funció {\displaystyle g(x)=x(x-1)}), i amb arguments similars als anteriors,{\displaystyle E[X(X-1)]=\sum _{k=0}^{n}k(k-1)\,{\binom {n}{k}}p^{k}(1-p)^{n-k}=n(n-1)p^{2}\,\sum _{k=2}^{n}{\binom {n-2}{k-2}}p^{k-2}(1-p)^{n-k}=n(n-1)p^{2}\,\sum _{j=0}^{n-2}{\binom {n-2}{j}}p^{j}(1-p)^{n-2-j}=n(n-1)p^{2}.}Així,{\displaystyle E[X(X-1)]=E[X^{2}]-E[X]=n(n-1)p^{2}.}Aïllant {\displaystyle E[X^{2}]} tenim 
{\displaystyle E[X^{2}]=n^{2}p^{2}-np^{2}+np,}
i aleshores, {\displaystyle V(X)=np(1-p).}
3. Sigui {\displaystyle X}una variable aleatòria de Poisson de paràmetre {\displaystyle \lambda >0}, és a dir, que pot prendre qualsevol valor natural (0 inclòs) amb probabilitats {\displaystyle P(X=k)=e^{-\lambda }{\frac {\lambda ^{k}}{k!}},\quad k=0,1,\dots } D'una banda tenim que {\displaystyle E[X]=\sum _{k=0}^{\infty }ke^{-\lambda }\,{\frac {\lambda ^{k}}{k!}}=\lambda e^{-\lambda }\sum _{k=1}^{\infty }{\frac {\lambda ^{k-1}}{(k-1)!}}=_{(*)}\lambda e^{-\lambda }\sum _{j=0}^{\infty }{\frac {\lambda ^{j}}{j!}}=\lambda \,e^{-\lambda }e^{\lambda }=\lambda ,}on a la igualtat (*) hem fet el canvi {\displaystyle k-1=j}, i després hem utilitzat que per a qualsevol nombre {\displaystyle x\in \mathbb {R} }, {\displaystyle e^{x}=\sum _{n=0}^{\infty }{\frac {x^{n}}{n!}}.}
Per a calcular {\displaystyle E[X^{2}]} farem com en el cas de la binomial i calcularem {\displaystyle E[X(X-1)]}: Utilitzant arguments anàlegs als anteriors, tenim{\displaystyle E[X(X-1)]=\sum _{k=0}^{\infty }k(k-1)\,e^{-\lambda }{\frac {\lambda ^{k}}{k!}}=\lambda ^{2}e^{-\lambda }\sum _{k=2}^{\infty }{\frac {\lambda ^{k-2}}{(k-2)!}}=\lambda ^{2}.}D'on es dedueix {\displaystyle V(X)=\lambda .}

#### Variables aleatòries absolutament contínues
Sigui {\displaystyle X} una variable aleatòria amb funció de densitat {\displaystyle f}. Aleshores {\displaystyle V(X)=\int _{-\infty }^{\infty }(x-\mu )^{2}\,f(x)\,dx=\int _{-\infty }^{\infty }x^{2}\,f(x)\,dx-\mu ^{2},}on {\displaystyle \mu =E[X]=\int _{-\infty }^{\infty }x\,f(x)\,dx}, i suposem {\displaystyle \int _{-\infty }^{\infty }x^{2}\,f(x)\,dx<\infty .}
Exemple Variable normal estàndard. Sigui {\displaystyle X} una variable aleatòria normal estàndard, amb funció de densitat {\displaystyle f(x)={\frac {1}{\sqrt {2\pi }}}\,e^{-x^{2}/2},\quad x\in \mathbb {R} .}
Integrant per parts,{\displaystyle E(X^{2})=\int _{-\infty }^{\infty }x^{2}\,f(x)\,dx={\frac {1}{\sqrt {2\pi }}}\int _{-\infty }^{\infty }x^{2}\,e^{-x^{2}/2}\,dx=1.}
D'altra banda, l'esperança de {\displaystyle X} val
```

  

    

      

        
E

        
(

        
X

        
)

        
=

        

          
∫

          

            
−

            
∞

          

          

            
∞

          

        

        
x

        

        

          
e

          

            
−

            

              
x

              

                
2

              

            

            

              
/

            

            
2

          

        

        
d

        
x

        
=

        

          
∫

          

            
−

            
∞

          

          

            
0

          

        

        
x

        

        

          
e

          

            
−

            

              
x

              

                
2

              

            

            

              
/

            

            
2

          

        

        
d

        
x

        
+

        

          
∫

          

            
0

          

          

            
∞

          

        

        
x

        

        

          
e

          

            
−

            

              
x

              

                
2

              

            

            

              
/

            

            
2

          

        

        
d

        
x

        
=

        
−

        

          
∫

          

            
0

          

          

            
∞

          

        

        
x

        

        

          
e

          

            
−

            

              
x

              

                
2

              

            

            

              
/

            

            
2

          

        

        
d

        
x

        
+

        

          
∫

          

            
0

          

          

            
∞

          

        

        
x

        

        

          
e

          

            
−

            

              
x

              

                
2

              

            

            

              
/

            

            
2

          

        

        
d

        
x

        
=

        
0.

      

    

    
{\displaystyle E(X)=\int _{-\infty }^{\infty }x\,e^{-x^{2}/2}dx=\int _{-\infty }^{0}x\,e^{-x^{2}/2}dx+\int _{0}^{\infty }x\,e^{-x^{2}/2}dx=-\int _{0}^{\infty }x\,e^{-x^{2}/2}dx+\int _{0}^{\infty }x\,e^{-x^{2}/2}dx=0.}

  

```

### Variables aleatòries sense variància
Pot ocórrer que una variable aleatòria no tingui esperança: per exemple, una variable amb distribució de Cauchy. Aleshores la fórmula {\displaystyle E{\big [}(X-E[X])^{2}{\big ]}} no tindrà sentit. Es diu que la variància de {\displaystyle X} no existeix.
D'altra banda, també pot passar que una variable {\displaystyle X} tingui esperança, però que {\displaystyle E[X^{2}]=\infty }. Aleshores la fórmula de la variància es pot aplicar, però dona {\displaystyle +\infty }. En aquest cas també es diu que la variància de {\displaystyle X} no existeix o que és infinita. Una variable amb distribució t de Student amb dos graus de llibertat està en aquest cas.

### Propietats de la variància
1. {\displaystyle V(X)\geq 0}, i {\displaystyle V(X)=0} si i només si {\displaystyle X} és una constant quasi segurament.
2. {\displaystyle V(aX+b)=a^{2}V(X)} essent {\displaystyle a} i {\displaystyle b} constants qualssevol.
3. {\displaystyle V(X)=E[X^{2}]-{\big (}E[X]{\big )}^{2}.}
4. Desigualtat de Txebixev: per a qualsevol constant {\displaystyle k>0}{\displaystyle P\left(\left|X-E[X]\right|\geq k\sigma _{X}\right)\leq {\frac {1}{k^{2}}}.}
5. Desigualtat de Cauchy-Schwarz. Si {\displaystyle X} i {\displaystyle Y} són dues variables aleatòries, aleshores, {\displaystyle E{\big [}\vert X\,Y\vert {\big ]}\leq {\sqrt {E[X^{2}]\,E[Y^{2}]}}.}

Nova interpretació de la variància gràcies a la desigualtat de Txebixev
La desigualtat de Txebixev permet interpretar de quina manera la variància mesura la "dispersió" d'una variable aleatòria. Si a la fórmula de la desigualtat de Txebixev prenem, per exemple, {\displaystyle k=3}, aleshores la probabilitat que la variable s'allunyi de la seva mitjana més de 3 vegades la desviació típica serà menor de {\displaystyle 1/9\approx 0,11}.

### Covariància i correlació
Siguin {\displaystyle X} i {\displaystyle Y} dues variables aleatòries. Definim la covariància de {\displaystyle X} i {\displaystyle Y} a {\displaystyle {\text{Cov}}(X,Y)=E{\big [}(X-E[X])(Y-E[Y]){\big ]}=E[X\,Y]-E[X]\,E[Y],}on suposem que {\displaystyle E[X^{2}]<\infty \quad {\text{i}}\quad E[Y^{2}]<\infty .} Tenim la següent fórmula per a la variància d'una suma de dues variables aleatòries: {\displaystyle V(X+Y)=V(X)+V(Y)+2\,{\text{Cov}}(X,Y).}Més generalment, per a la variància de la suma de {\displaystyle n} variables aleatòries {\displaystyle X_{1},\dots ,X_{n},} tenim {\displaystyle V{\big (}\sum _{i=1}^{n}X_{i}{\big )}=\sum _{i=1}^{n}V(X_{i})+2\sum _{1\leq i<j\leq n}{\text{Cov}}(X_{i},X_{j}).}
Si {\displaystyle {\text{Cov}}(X,Y)=0}, es diu que {\displaystyle X} i {\displaystyle Y} estan incorrelacionades. En aquest cas, la variància de la suma o la resta de variables se simplifica: {\displaystyle V(X+Y)=V(X-Y)=V(X)+V(Y),}on, al cas de la resta, hem aplicat la propietat 2 de l'apartat anterior.
Noteu que si dues variables {\displaystyle X} i {\displaystyle Y} són independents, aleshores són incorrelacionades, ja que {\displaystyle E[X\,Y]=E[X]\,E[Y]}.
La fórmula de la variància de la suma de {\displaystyle n} variables també se simplifica: Si {\displaystyle X_{1},\dots ,X_{n}}són incorrelacionades dos a dos, és a dir, {\displaystyle {\text{Cov}}(X_{i},X_{j})=0,} per a {\displaystyle i\neq j}, aleshores {\displaystyle V{\big (}\sum _{i=1}^{n}X_{i}{\big )}=\sum _{i=1}^{n}V(X_{i}).}Sigui {\displaystyle X} i {\displaystyle Y} dues variables aleatòries tals que {\displaystyle V(X)\neq 0\quad i\quad V(Y)\neq 0.} Es defineix el coeficient de correlació entre {\displaystyle X} i {\displaystyle Y} al nombre {\displaystyle \rho ={\frac {{\text{Cov}}(X,Y)}{\sigma _{X}\,\sigma _{Y}}}.}Es ha de {\displaystyle -1\leq \rho \leq 1}. A més, si {\displaystyle \rho =1}, aleshores existeixen nombres {\displaystyle a,\,b}, amb {\displaystyle a>0}, tals que (quasi segurament) {\displaystyle Y=aX+b.}I si {\displaystyle \rho =-1}, aleshores existeixen nombres {\displaystyle a,\,b}, amb {\displaystyle a<0}, tals que (quasi segurament){\displaystyle Y=aX+b.}Per aquest motiu, el coeficient de correlació s'interpreta com una mesura del grau d'associació lineal entre dues variables (però no del grau d'associació general).

## Variància d'una població finita
En estadística descriptiva es considera una població (de persones o de coses: també s'anomena univers o col·lectiu) finita, amb {\displaystyle N} elements, i es mesura una característica numèrica. Els resultats, iguals o diferents, es designen per {\displaystyle x_{1},\dots ,x_{N}}. La mitjana o mitjana aritmètica es defineix per
La variància es defineix per
En general, en les observacions hi ha nombres repetits i només tenim {\displaystyle K} valors diferents, que escriurem {\displaystyle x_{1},\dots ,x_{K}}, de manera que els {\displaystyle N} nombres es resumeixen en una taula de freqüències:
| Valor                   | Freqüència absoluta     | Freqüència relativa     |
| ----------------------- | ----------------------- | ----------------------- |
| {\displaystyle x_{1}}   | {\displaystyle F_{1}}   | {\displaystyle f_{1}}   |
| {\displaystyle x_{2}}   | {\displaystyle F_{2}}   | {\displaystyle f_{2}}   |
| {\displaystyle \vdots } | {\displaystyle \vdots } | {\displaystyle \vdots } |
| {\displaystyle x_{k}}   | {\displaystyle F_{K}}   | {\displaystyle f_{K}}   |
| TOTAL                   | {\displaystyle N}       | {\displaystyle 1}       |

on {\displaystyle F_{i}} és la freqüència absoluta de la dada {\displaystyle x_{i}}, és a dir, el nombre de vegades que surt aquesta dada, i {\displaystyle f_{i}=F_{i}/N} és la freqüència relativa. Aleshores la mitjana es calcula per la fórmula
i la variància per
Atès que la variància de la població descrita per la taula anterior coincideix amb la variància d'una variable aleatòria discreta que prengui els valors {\displaystyle x_{1},\dots ,x_{K}} amb probabilitats {\displaystyle f_{1},\dots ,f_{K}}, les propietats i fórmules que hem comentat als apartats anteriors també serveixen per aquest cas. Aleshores, per la Propietat 3 de la variància, tenim la fórmula
Aquesta fórmula és útil per a calcular la variància amb les dades tabulades. Per exemple, utilitzant freqüències absolutes tenim
| {\displaystyle x}       | {\displaystyle F}       | {\displaystyle xF}                        | {\displaystyle x^{2}}     | {\displaystyle x^{2}F}                        |
| ----------------------- | ----------------------- | ----------------------------------------- | ------------------------- | --------------------------------------------- |
| {\displaystyle x_{1}}   | {\displaystyle F_{1}}   | {\displaystyle x_{1}F_{1}}                | {\displaystyle x_{1}^{2}} | {\displaystyle x_{1}^{2}F_{1}}                |
| {\displaystyle x_{2}}   | {\displaystyle F_{2}}   | {\displaystyle x_{2}F_{2}}                | {\displaystyle x_{2}^{2}} | {\displaystyle x_{2}^{2}F_{2}}                |
| {\displaystyle \vdots } | {\displaystyle \vdots } | {\displaystyle \vdots }                   | {\displaystyle \vdots }   | {\displaystyle \vdots }                       |
| {\displaystyle x_{K}}   | {\displaystyle F_{K}}   | {\displaystyle x_{K}F_{K}}                | {\displaystyle x_{K}^{2}} | {\displaystyle x_{K}^{2}F_{K}}                |
| TOTAL                   | {\displaystyle N}       | {\displaystyle \sum _{i=1}^{K}x_{i}F_{i}} |                           | {\displaystyle \sum _{i=1}^{K}x_{i}^{2}F_{i}} |

Llavors dividint el total de la tercera columna per {\displaystyle N} s'obté {\displaystyle {\overline {x}}}, i dividint el total de la cinquena columna per {\displaystyle N} s'obté l'altre terme que intervé en la fórmula de la variància.
Per a variància poblacional i variància mostral vegeu la pàgina desviació tipus.